# 田村宣武
田村 宣武（たむら のぶたけ、1893年（明治26年）9月25日 - 1988年（昭和63年）7月27日）は、大日本帝国陸軍軍人。最終階級は陸軍中将。

## 経歴
1893年（明治26年）に愛媛県で生まれた。陸軍士官学校第27期を卒業し、1922年（大正11年）3月に陸軍派遣学生として東京帝国大学工学部冶金学科を卒業した。1937年（昭和12年）8月に陸軍技術本部仏国駐在官に就任し、1938年（昭和13年）3月に陸軍砲兵大佐に進級した。1939年（昭和14年）7月に大阪陸軍造兵廠研究所長に就任し、1940年（昭和15年）4月に兼技能者養成所長となった。
1941年（昭和16年）6月23日に陸軍技術本部附となり、8月25日に陸軍少将に進級して、1942年（昭和17年）に第8陸軍技術研究所長に就任した。1945年（昭和20年）2月22日に名古屋陸軍造兵廠長に転じ、3月15日に兼東海軍管区司令部附となり、4月30日に陸軍中将に進級し終戦となった。
1947年（昭和22年）11月28日、公職追放仮指定を受けた。